# The Lair of the White Worm
The Lair of the White Worm – szósty album studyjny holenderskiej grupy muzycznej God Dethroned. Wydawnictwo ukazało się 15 listopada 2004 roku nakładem wytwórni muzycznej Metal Blade Records. W ramach promocji do pochodzącego z płyty utworu "The Lair Of The White Worm" został zrealizowany teledysk.

## Lista utworów
Opracowano na podstawie materiału źródłowego.
1. "Nihilism" – 05:10
2. "Arch Enemy Spain" – 04:20
3. "Sigma Enigma" – 04:06
4. "The Lair of the White Worm" – 03:31
5. "Rusty Nails" – 06:04
6. "Loyal to the Crown of God Dethroned" – 03:25
7. "Last Zip of Spit" – 04:20
8. "The Grey Race" – 04:11
9. "Salt In Your Wounds" – 05:01